# Bon Jovi
 Ovo je glavno značenje pojma Bon Jovi. Za glazbeni album ovog sastava pogledajte Bon Jovi (album).
Bon Jovi je američki rock sastav iz New Jerseya osnovan 1983. godine. Pod vodstvom glavnoga pjevača i tvorca imena Jona Bon Jovija, sastav je ostvario veliki uspjeh 1980-ih kao glam metal sastav. Bon Jovi se dokazao kao daleko trajniji od većine tako obilježenih sastava, spajajući elemente hard rocka, glam metala, heartland rocka, i stila "MTV Unpluggeda" da bi održali komercijalno uspješnu karijeru i duboko u 2000-ima.
Bon Jovi su prodali više od 40 milijuna albuma u Sjedinjenim Američkim Državama, i preko 120 milijuna albuma širom svijeta, a svirali su uživo koncerte u većim gradovima u Aziji, Europi, Australiji, Kanadi, Južnoj Africi, i Južnoj Americi, uz dodatak velikog broja gradova u SAD-u.

## Povijest

### Osnivanje
Glavni pjevač Jon Bon Jovi (John Francis Bongiovi) počeo je svirati glasovir i gitaru u trinaestoj godini, uzimajući lekcije kod svog susjeda, Ala Perinelloa. U toj istoj dobi, Bongiovi je osnovao svoj prvi glazbeni sastav, nazvan Raze. Jon se upisao u mušku Katoličku školu St. Joseph High School u Metuchen (New Jersey), ali ju je napustio nakon preklinjanja roditelja; želio je pohađati državnu školu. Krenuo je na nastavu u Sayreville War Memorial High School. U šesnaestoj godini Bon Jovi upoznaje Davida Bryana (rođenog kao David Bryan Rashbaum) i osniva 12-člani sastav s njim pod imenom Atlantic City Expressway. Svirali su u klubovima po New Jerseyju, iako su bili maloljetni. Još uvijek u tinejdžerskim godinama, Bongiovi je svirao u sastavu John Bongiovi and the Wild Ones, svirajući u klubovima New Jerseyja kao što je "The Fast Lane" i otvarajući nastupe poznatim izvođačima u tom području. Do ljeta 1982., završio je školu i radio skraćeno radno vrijeme, jedan od poslova bio mu je u trgovini cipelama, John se zaposlio u Power Station Studios, diskografskom studiju na Manhattanu čiji je suvlasnik bio njegov rođak, Tony Bongiovi. Bongiovi je snimio nekoliko demo-snimki (uključujući onu koju je produciorao Billy Squier) i poslao ih mnogim diskografskim kućama, ali nije bilo nikakvog rezultata.
Godine 1983., Bongiovi je posjetio lokalnu radio postaju WAPP 103.5FM "The Apple" u Lake Successu (New York). Razgovarao je direktno s D.J.-em, Chipom Hobartom, koji je predložio Bongioviju da WAPP uključi njegovu pjesmu "Runaway" na kompilacijski album lokalnih nepoznatih talenata. Bongiovi je bio neodlučan, ali s vremenom dao im je pjesmu u kojoj je koristio studijske glazbenike da sviraju na pjesmi "Runaway" (koja je napisana 1980-ih). Studijski glazbenici koji su pomogli pri snimanju pjesme "Runaway" bili su poznati kao "The All Star Review." To su bili:
- Dave Sabo (gitara)
- Tim Pierce (gitara)
- Roy Bittan (klavijature)
- Frankie LaRocka (bubnjevi)
- Hugh McDonald (bas-gitara)

Pjesma se počela svirati u području newyorškog metroa, a onda su ostale sestrinske postaje na velikim tržištima počele svirati tu pjesmu. Odjednom, sve diskografske tvrtke koje sadrži A&R koji su propustili demo čulo se da pokušavaju saznati tko je taj umjetnik bez ugovora. WAPP je pripremao nastup; Bongiovi je sada trebao sastav. Oni koji će uskoro postati članovi sastava prošli su njegovim putem ranijih dana, ali trenutačni poredak nije se pronašao do ožujka 1983. Bongiovi je nazvao David Bryana, koji je zatim nazvao Aleca Johna Sucha i Ticoa Torresa.
Izabran da svira vodeću gitaru bio je Bongiovijev susjed, Dave Sabo (poznatiji kao The Snake - Zmija), koji je kasnije oformio grupu Skid Row. Jednu noć nakon nastupa, Richie Sambora je pronašao Bongiovija iza pozornice i rekao mu da bi on trebao biti gitarist. Bongiovi ga je otpisao i nije baš razmišljao o tome, ali rekao mu je da nauči materijal i pojavi se na probama. Sambora je došao ranije i znao je materijal, pa je Bongiovi bio impresioniran; u tom trenutku, Sambora je postao vodeći gitarist sastava i glazbeni dinamičnu dvojac je rođen.
Prije dolaska u grupu, Sambora je putovao na turnejama s Joeom Cockerom, svirao s grupom imena Mercy i upravo je bio pozvan na audiciju za Kiss. Također je svirao na albumu Lessons sa sastavom Message, koji je ponovo obvaljen na CD-u kroz Long Island Records godine 1995. Message su originalno potpisali za diskografsku kuću Led Zeppelina Swan Song Records, iako album nikada nije bio objavljen.
Tico Torres bio je također iskusan glazbenik, snimao je s Milesom Davisom i uživo s umjetnicima iz Phantom's Opera, The Marvelettes, i s Chuckom Berryjem. Svirao je na 26 pjesama i nedugo prije ulaska u Bon Jovi snimao je s Frankie and the Knockouts (sastavom iz New Jerseyja s hit singlom ranih 1980-ih).
David Bryan bio je prirodni odabir. Napustio je sastav koji su on i Bon Jovi osnovali i vratio se na koledž na učenje za medicinu. Dok je još bio na koledžu, shvatio je da se želi baviti glazbom cijelo vrijeme, napokon je bio primljen u legendarnu Juilliard School, prestižnu glazbenu školu u New Yorku. Kada je Bongiovi nazvao svog prijatelja i rekao mu da sastavlja sastav, a postojala je nada i da diskografski ugovor postane stvarnost, Bryan je pratio Bongiovijeve tragove.

### 1980-e
Atlantic i Mercury su zvali. Jednom kad je Bongiovi sastavio svoj sastav i počeo svirati na nastupima i otvaranjima za lokalne talente, privukli su pažnju diskografskog urednika Dereka Shulmana, koji je potpisao Johna za Mercury Records, dio kompanije PolyGram.
Uz pomoć svog novog menedžera Doca McGheeja, prvi album sastava, Bon Jovi, bio je objavljen 21. siječnja 1984. Album je postao zlatan u SAD-u (prodano je preko 500,000) i bio je objavljen također u UK. Sastav je pronašao sebe kao predgrupa za ZZ Top na Madison Square Gardenu (prije nego im je prvi album bio objavljen), i za Scorpionse i Kiss u Europi. Također su se pojavili na American Bandstand. 
Godine 1985., drugi album Bon Jovija 7800° Fahrenheit bio je objavljen, ali odgovori su bili slabi. Vodeći britanski metal magazin Kerrang!, koji je imao jako pozitivne kritike na prvi album, ovaj je album nazvao "blijedom imitacijom Bon Jovija koje smo upoznali i zavoljeli." Jon Bon Jovi je sam kasnije rekao da je moglo i trebalo biti bolje.
Njihov treći album, Slippery When Wet, izbacio je sastav u zvjezdano nebo širom svijeta s hitovima kao "You Give Love A Bad Name", "Livin' On A Prayer", "Wanted Dead Or Alive" i "Never Say Goodbye. Bon Jovi je rakao da je album nazvan po svuda prisutnim znakovima upozorenja na auto-cestama, ali Bryan je rekao sljedeće o naslovu albuma: "Tijekom snimanja albuma često smo se nalazili u striptiz klubovima gdje su nevjerojatno zgodne djevojke bacale vodu i sapun jedne na druge. Postajale su tako klizave zbog toga, da ih nisi mogao držati iako si to jako želio. "Slippery when wet!" viknuo je jedan od nas I svi smo odmah znali: to bi moralo biti naziv za naš novi album! U originalu htjelu smo staviti sliku velikih grudi, onih zaista velikih, na naslovnicu; ali kada je PMRC (organizacija za moral pod vodstvom Tipper Gore, supruge bivšeg dopredsjednika Sjedinjenih Američkih Država Ala Gorea) to otkrila bili smo u velikoj nevolji. Pa smo napravili vrlo decentnu naslovnicu."
Taj je album prodan u više od 27 milijuna primjeraka širom svijeta od svog objavljivanja kasne 1986. Na turneji koja je slijedila, pjevač Bon Jovi počeo je imati problema s glasom. Ekstremno visoke note i nemilosrdan raspored prijetili su uništavanjem njegova glasa zauvijek. Uz pomoć trenera za glas, prošao je turneju. Bon Jovi otada pokušava pjevati nešto nižim tonovima.
Sljedeći album Bon Jovija bio je New Jersey objavljen 1988. Album je bio snimljen vrlo brzo nakon turneje za Slippery, jer je sastav želio dokazati da nisu samo čudo od jednog hita. Rezultirajući album je omiljen neđu obožavateljima, remek-djelo pop-rocka, i ogroman komercijalni uspjeh, s hit pjesmama kao "Bad Medicine", "Lay Your Hands On Me" i "I'll Be There For You", koje su i sada najvažnije točke njihovog repertoara uživo. New Jersey je bio komercijalni hit i postao je prvi hard rock album s kojeg je sišlo pet Top Ten singlova. "Bad Medicine" i "I'll Be There For You" su bile na broju jedan, a "Born To Be My Baby" (#3), "Lay Your Hands on Me (#7), i "Living In Sin" (#9) zaokružile su taj popis. "Blood on Blood" bila je također popularna među obožavateljima. New Jersey je bio podržan izdanim videokazetama kao npr. New Jersey: The Videos i Access All Areas, kao i masivnom turnejom koja je trajala 18 mjeseci. Godine 1989., sastav je bio glavni izvođač na Moscow Music Peace Festival. Usprkos velikom uspjehu sastava, New Jersey skoro je doveo do raspada sastava jer su odmah otišli na putovanje ubrzo nakon velikih turneja za prethodne albume. Taj trajni život na putu skoro je uništio jake veze između Jona Bon Jovija i Sambore. Kako je napomenuto u Behind the Music, članovi sastava tvrde da pri kraju turneje, svaki član sastava otišao je svojim putem i vratio se kući drugim zrakoplovom. Kako bilo, sastav se izvukao i uzeo preporučeni odmor prije sljedećeg ulaska u studio. Do danas, ovaj album je prodan u 17 milijuna primjeraka širom svijeta.

### 1990-e
Između godina 1990. i 1992., članovi sastava krenuli su odvojenim putevima na neko vrijeme da bi se refokusirali prije pisanja i snimanja svog sljedećeg albuma. Ovo slobodno vrijeme također im je koristilo da odluče gdje će se Bon Jovi uklopiti zbog rapidnog mijenjanja glazbene scene prije njihovog povratka. Jon Bon Jovi je snimio solo album, soundtrack za film "Mladi revolveraši II" (Young Gouns 2) (u kojem se također pojavljuje na manje od sekundu), poznatiji kao "Blaze Of Glory". Album je uključio neke od vrlo poznatih gostiju kao npr.: Elton John, Aldo Nova, Little Richard, i Jeff Beck, između ostalih. Album je dobro prošao komercijalno I sakupio vrlo pozitivne kritike. Naslovna pjesma, "Blaze Of Glory", zaradila je Jonu nominaciju za Oscara za Najbolju pjesmu, ali nije osvojio tu nagradu. Te iste godine, kako bilo, "Blaze Of Glory" nagrađena je Zlatnim globusom.
Sambora, uz pomoć Tico Torresa i Davida Bryana, također je objavio samostalni album naslovljen Stranger In This Town, godine 1991. Album ima savršen utjecaj bluesa u sebi i sadrži izvedbu Erica Claptona na pjesmi "Mr. Bluesman". David Bryan je također snimio soundtrack za horor film "The Netherworld", što je bilo pozitivniji dio te godine nakon što je bio hospitaliziran zbog bolesti povezane s parazitom iz Južne Amerike. Such je pao sa svog motora što mu je ozlijedilo ruku kojom svira bas gitaru, te ga je prisililo da pronađe posve novi način za držanje i sviranje svog instrumenta.
Sastav se vratio s albumom Keep The Faith godine 1992. Album sadrži zreliji zvuk i tekstove za razliku od njihovih prijašnjih uradaka. Obožavatelji su bili ugodno iznenađeni i album je postao preteča hitova pri nastanku grungea. To je najprepoznatiljiviji album s hit singlovima "Bed Of Roses", "Keep The Faith" i "In These Arms", ali neke od ostalih pjesama s albuma bile su objavljne kao singlovi u drugim dijelovima svijeta, uglavnom obožavateljima omiljena himna, "Dry County", zarazna "I Believe", i svima omiljena "I'll Sleep When I'm Dead" te se sada smatraju nekima od najboljih radova ovog sastava.
Godine 1994., Bon Jovi su objavili "greatest hits" album naslovljen Cross Road, koji također sadrži dvije nove pjesme: hit singlove "Always" i "Someday I'll Be Saturday Night", kao i novu, dorađenu inačicu "Livin' On A Prayer" naslovljenu "Prayer '94" koja je objavljena samo na američkoj inačici albuma. Izgovor riječi 'prayer' u novoj verziji bio je promijenjen zbog pogreške u miksanju, te se čuje kao 'rayer. Pjesma "Always" bila je originalno napisana za soundtrack filma "Romeo Is Bleeding", ali nakon što su pogledali (i nije im se svidjelo) film, sastav je odlučio da pjesmu neće prepustiti producentima, već će ju umjesto na filmu objaviti na "Cross Road". Spot za "Always" uključuje Keri Russell, popularnu američku glumicu poznatu po ulozi u TV seriji Felicity i glumca Jacka Noseworthyja, poznatog po ulozi u filmu Podmornica 571 iz godine 2000. Pjesma se popela na broj 4 na US Top listi i na broj 1 u zemljama širom Europe, Azije i Australiji.
S Hughom McDonaldom koji svira bas-gitaru na novijim snimkama, Alec John Such morao je biti otpušten. Iako, do danas, još uvijek postoji nagađanje je li bio otpušten ili je otišao po vlastitoj želji. Jon je tvrdio da je razlog drogiranost na pozornici, previše pogrešaka dolazilo je sa strane svirača basa. Pogreške su se mogle popravljati za vrijeme snimanja u studiju, ali teško ih je bilo sakriti uživo na pozornici. Such je porekao mnoge od ovih tvrdnji u intervjuu ubrzo nakon otpuštanja, ali kasnije je priznao da je bilo ponešto istine u njima. Jon je objavio u javnost da otada nema više kontakta članova sastava i Aleca. Alec se čak opet priključio sastavu na pozornici za jednu pjesmu (Wanted Dead Or Alive) tijekom "domaćeg" nastupa na Giants Stadiumu godine 2001. Dok još nije postao službena zamijena, Hugh McDonald je odrađivao snimanje u studiju i sviranje basa uživo otada, uz glasine da je snimao bas zvukove i na prijašnjima albumima. Bon Jovi je izjavio, vezano uz Suchov odlazak: "Naravno da je teško. Ali naučio sam to prihvatiti i poštovati. Činjenica je da sam ja radoholičar, uđem u studio, iziđem iz njega, odem na pozornicu, siđem s nje, želio bih raditi s glazbom danju i noću, ali to ne mora značiti da se svi ostali moraju prilagoditi tom rasporedu. Alec je već neko vrijeme želio napustiti sastav, pa nije to došlo baš kao potpuno iznenađenje."
Godine 1995 s albumom These Days, Bon Jovi su razvili još zreliji rock zvuk s kojim su započeli na albumu Keep the Faith. Cijeli album je mračniji i s više zvuka nego dosadašnji radovi Bon Jovija, s nekim pjesamama koje pokazuju utjecaj R&B-a. Kao rezultat, izbacili su samo jedan hit singl u SAD-u, "This Ain't A Love Song", a i to se prodalo "samo" malo preko milijun primjeraka. Kako god bilo, ostale pjesme postale su dovoljno popularne i ostvarile različlit uspjeh kao singlovi u Europi. Godine 1996., Bon Jovi je tvrdio u intervjuu za njemački časopis Bravo da je, zbog prevelikog uspjeha turneje These Days, album prodan u više od 10 milijuna primjeraka širom svijeta.
Bilo je to na turneji These Days, da su Bon Jovi svirali na stadionu 1995. rasprodani koncert tri noći zaredom. Naširoko se razmatra da je to njihov najbolji rock-koncert, uključujući hitove kao "Livin' On A Prayer", "Keep the Faith", "Bad Medicine", odličnu, srcem ispunjenu verziju "Always", I nastup s novim pjesmama s These Days. Djelomično je zapamtljiv jer je održan istog vikenda kada je taj album došao na broj 1 na UK Top listi. Taj datum s turneje može se vidjeti na video-snimci, a ponovo je objavljen na DVD-u, oboje pod naslovom "Live From London". Jon Bon Jovi postavio je zapis svog postignuća na video-snimci, zahvaljujući obožavateljima riječima "Baš je danas objavljeno da je These Days srušio Michaela Jacksona s vrha Top liste." Jon također govori na video-snimci da koncerti u Londonu godine 1995. nisu bili samo neki od najboljih dana njihove karijere, već sasvim vjerojatno najbolji dani njihovih života.
Do godine 1996., Bon Jovi su uspostavili sebe kao "snagu" u glazbenoj industriji, dokazujući da su puno trajniji (i uspješniji) od većine njihovih prethodnika iz '80-ih. Pri kraju turneje These Days, sastav je ponovo odlučio uzeti odmor i baviti se ostalim interesima. Tico je iskoristio priliku da se više bavi svojom strasti za slikanjem, dok je David počeo pisati i skladati različite mjuzikle. Godine 1998., Richie je objavio svoj drugi solo album naziva Undiscovered Soul.
Jon je ostvario glavne uloge u filmovima Mali grad i The Leading Man, te sporedne uloge u filmovima Moonlight and Valentino, Trava i Podmornica 571, te drugima. Dok je bio slobodan između snimanja različitih filmova, Jon je pisao ono što će postati njegov drugi solo album, iz godine 1997 Destination Anywhere. Album je dobio vrlo pozitivne kritike i imao je uspjeha širom Europe. Postojale su glasine da je diskografska kuća primorala Jona da album nazove "These Days, Part 2", jer je album bio na neki način nastavak na mračni stil iz "These Days". Kako bilo, većina obožavatelja složit će se da je "Destination Anywhere" odmak od potpisa Bon Jovija kao branda u rock glazbi. Kratki film istog naslova bio je snimljen otprilike u vrijeme izlaska albuma u prodaju, a baziran je sasvim na pjesmama s albuma, pa glavne uloge imaju Jon Bon Jovi, Demi Moore, Kevin Bacon i Whoopi Goldberg. Dave Stewart iz Eurythmicsa svira gitaru na albumu, a prducirao je neke pjesme s albuma.
Bon Jovi su se ponovo okupili godine 1999. zbog snimanja pjesme "Real Life" za film EdTV. David Bryan nije mogao biti na snimanju spota za pjesmu zbog ozljede ruke koju je zadobio pri kućnim popravcima, pa je sastav na snimanju koristio kartonsku sliku njega.

### 2000-e
Nakon gotovo trogodišnje praznine, tijekom koje je nekoliko članova sastava radilo na nezavisnim projektima, Bon Jovi su se ponovo okupili godine 1999. I počeli raditi na svom ćem studijskom albumu. Njihovo izdanje iz godine 2000., Crush, doživjelo je neviđeni uspjeh i u SAD-u i izvan nje, dijelom zahvaljujući hit singlu "It's My Life", na kojem je svoju suradnju pružio poznati švedski producent Max Martin. Crush, s kojega su također sišli hitovi kao "Say It Isn't So" i "Thank You For Loving Me", uskoro je postao najuspješniji studijski album ovog sastava nakon "Keep The Faith", i pomogao predstaviti Bon Jovi novijoj, mlađoj bazi fanova. Turneja Crush, koja je počela tog ljeta, u originalu je uključivala oko 60 nastupa, a produžena je zbog Bon Jovijeve novootkrivene popularnosti, što je sastav ostavilo na putovanjima sve do sredine godine 2001. Dok su bili na turneji, Bon Jovi su objavili kolekciju snimki nastupa uživo snimljenih tijekom cijele karijere i pretvorenih u album naziva One Wild Night: Live 1985-2001. Ova turneja bila je zabilježena na tom europskom putovanju godine 2000. uključujući nastup sastava dvije večeri zaredom na stadionu Wembley, što su bili zadnji nastupi u toj areni prije njezina uništavanja.
Ubrzo nakon terorističkih napada 11. rujna 2001. godine, sastav je nastupao kao dio povijesnog koncerta zvijezda pod nazivom Koncert za grad New York, dobrotvorni koncert za žrtve i njihove obitelji. Izveli su akustični medley sastavljen od pjesama "Livin' On A Prayer" i "Wanted Dead Or Alive" sa završnim dodatkom iz "It's My Life".
Potkraj godine 2002., Bounce, album sastava koji nasljeđuje Crush, stiže u trgovine. Iako Bounce zapravo nije doživio razinu uspjeha jednaku svom prethodniku, album je ipak proizveo hit singlove, "Everyday" i "Misunderstood". Sastav je krenuo na američku turneju vezanu uz ovaj album, tijekom koje su ušli u povijest kao posljednji sastav koji je svirao na Veterans Stadiumu u Philadelphiji prije nego što je ovaj srušen. Sastav je također objavio promocijski album preko Targeta. Taj album sadrži 8 demonstracijskih i koncertnih snimaka.
Uslijedivši nakon turneje Bounce, koja je završena u kolovozu 2003. godine, Bon Jovi su se upustili u ono što će postati unikatan i ambiciozan projekt. U originalu su namjeravali producirati album koji se sastoji od akustičnih izvedbi uživo nekih pjesama, no sastav je zatim počeo ponovo pisati, ponovo snimati i ponovo proizvoditi 12 svojih najvećih hitova u novom i sasvim drugačijem svjetlu. This Left Feels Right je objavljen u studenom 2003. godine, s naslovom koji podsjeća na "zaokret ulijevo "u stvarima koje je sastav učinio i koje se mogu čuti u pjesmama na ovom albumu.
Sljedeće godine sastav je objavio set albuma nazvan 100 000 000 Bon Jovi Fans Can't Be Wrong, a naslov je uspomena na album Elvisa Presleyja 50,000,000 Elvis Fans Can't Be Wrong. Taj set se sastoji od 4 CD-a napunjena s 38 neobjavljenih i 12 rijetkih snimki, te s DVD-om. Taj set tako aludira na prodaju 100 milijuna albuma Bon Jovija i tako predstavlja uspomenu na 20. godišnjicu prvog albuma sastava snimljenog davne 1984. godine. U studenom 2004. godine, Bon Jovi su počašćeni nagradom za životno djelo na American Music Awards.
Bon Jovi su sudjelovali na Live 8 dana 2. srpnja 2005. godine. Nova pjesma, "Have A Nice Day", debitirala je na tom događaju, uz klasike kao "Livin' on a Prayer" i "It's My Life".
Dana 20. kolovoza 2005. godine, Bon Jovi su bili glavni izvođač na velikom događaju nazvanom Miller Brewing Co.'s Big Brew-Ha, slaveći njegovu 150. obljetnicu. Besplatni koncert na stadionu u Miller Parku u Milwaukeeju uključio je jednu pjesmu sa sljedećeg albuma sastava.
U rujnu 2005. godine, Bon Jovi su počašćeni s nagradom Diamond na World Music Awards zbog prodaje 100 milijuna albuma. Do današnjeg dana, prodali su više od 120 milijuna albuma (ne uključujući singlove) diljem svijeta.
Bon Jovijev dugo očekivani novi album, Have A Nice Day, objavljen je 20. rujna 2005 (SAD), slijedila je internacionalna turneja koja je počela početkom studenog. Album je zasjeo na vrhove top lista širom svijeta, stigavši ravno na mjesto broj 2 na Billboardu prvog tjedna prodaje. Bon Jovi su tada imali najbolji prvi tjedan u karijeri, prodalo je preko 202,000 albuma. "Have A Nice Day" bio je prvi singl s tog novog albuma, a debitirao je na radiju širom svijeta 18. srpnja 2005. godine. Sljedeći singl, "Who Says You Can't Go Home", otada je također debitirao, uključujući verziju snimljenu kao duet s country pjevačicom Jennifer Nettles iz sastava Sugarland. U svibnju 2006. godine, Bon Jovi su ušli u povijest postavši prvi rock and roll sastav koji ima broj 1 odmah na Billboardovoj top listi Hot Country. Treći singl s albuma nazvan je "Welcome to Wherever You Are".
Ubrzo nakon objavljivanja Have A Nice Day, sastav se počeo pripremati za novu svjetsku turneju koja će trajati kroz 2005. i 2006. godinu. Ovom turnejom, nešto kraćom nego prethodne s planiranih samo 75 nastupa – sastav nastupa na brojnim pozornicama i arenama širom svijeta. U originalu bilo je planirano da budu prvi izvođač koji će nastupati na novom stadionu Wembley, no kako bilo, konstrukcijska kompanija Multiplex koja stoji iza izgradnje novoga stadiona objavila je da stadion neće biti spreman do 2007. godine. Koncert je zbog toga pomaknut na Milton Keynes National Bowl s istim datumima nastupanja. Slijedili su nastupi u Japanu i po Europi, Bon Jovi su produžili turneju i vraćaju se u SAD tijekom ljeta 2006. na nekoliko nastupa po stadionima, uključujući 3 nastupa u rodnom gradu sastava New Jerseyju na Giants Stadiumu te u Philadelphiji, Bostonu, Pittsburghu, te Chicagou.
Dana 21. siječnja 2006, u Hamiltonu, Ontario, Bon Jovijev zrakoplov imao je tehničkih problema i rulao po pisti prije nastupa u Buffalou; članovi sastava nisu bili ozlijeđeni.
Dana 7. veljače 2006, promotivni album, Live from the Have a Nice Day Tour, objavljen je putem trgovačkog lanca Wal-Mart. On sadrži 6 snimki uživo snimljenih tijekom prosinca 2005. u Bostonu.
Dana 19. veljače 2006, Bon Jovi su nastupali kao glavni izvođač pri otvaranju Nascar's Daytona 500. Sastav je izvodio "It's My Life" i dva nova singla "Have a Nice Day" i "Who Says You Can't Go Home", posljednji zajedno s Jennifer Nettles. Ta country verzija pjesme postala je broj 1 na top listi Country Billboard 6. svibnja 2006.
Dana 13. svibnja 2006, Bon Jovi su započeli europski dio turneje "Have A Nice Day" u Düsseldorfu, Njemačka. Tijekom početka, odsvirali su 10-minutnu himnu "Dry County", s albuma iz 1992. godine Keep The Faith, po prvi puta nakon 10 godina, na oduševljenje svojih obožavatelja.
Dana 29. srpnja 2006., sastav je odsvirao svoj rasprodani završni nastup turneje Have A Nice Day pred 55,000 posjetitelja na Giants Stadiumu. Jon Bon Jovi se zahvalio publici za njihovu podršku, jer to je bilo 8. puta da je sastav imaao rasprodani nastup na Giants Stadiumu.
Dana 7. rujna 2006, Bon Jovi, zajedno s drugim vrhunskim izvođačima, sudjelovali su na priredbi Fashion Rocks. Taj događaj s crvenim tepihom, održan u Radio City Music Hallu, pokrenuo je Modni tjedan New Yorka. Koncertom, kojega je podržao Elton John, prikupljao se novac za Zakladu Eltona Johna za istraživanje AIDS-a. Bon Jovi su započeli s akustičnom inačicom "Livin' on a Prayer," onda preskočili na spektakularnu električnu izvedbu njihova posljednjeg singla "Who Says You Can't Go Home."
S krajem turneje Have A Nice Day, Bon Jovi su počeli nabacivati ideje za svoj sljedeći projekt. Među potencijalnim ponudama je odlazak u Nashville na snimanje s country zvijezdama (sljedeći uspjeh koji su imali s "Who Says You Can't Go Home"), sljedeći greatest hits CD, novi studijski album, i čak novi filmovi.
Dana 20. rujna 2006, službena internetska stranica Bon Jovija potvrdila je sljedeće: "Jon i Richie počinju raditi s tekstopiscima u Nashvilleu na svom sljedećem projektu." Također, dana 20. rujna 2006., epizoda emisije Oprah bazirana na uraganu Katrina bila je prikazana na televiziji. Pri kraju emisije Bon Jovi su izveli "Who Says You Can't Go Home" koji pristaje temi o uraganu Katrina.
Dana 13. listopada 2006., najavljeno je, pored Jamesa Browna, da će Bon Jovi biti uvedeni u UK Music Hall of Fame i to dana 14. studenog 2006. Bon Jovi će se pridružiti glazbenim legendama kao što su The Beatles, The Rolling Stones, U2, Madonna te Elvis Presley.
U razdoblju od 11. do 17. studenog 2006. u emisiji na Radio Times Jon Bon Jovi otkrio je da se sastav vraća u studio zbog radova na sljedećem albumu i ponovo će uskoro krenuti na turneju.

## Diskografija
Studijski albumi
- Bon Jovi (1984.)
- 7800° Fahrenheit (1985.)
- Slippery When Wet  (1986.)
- New Jersey (1988.)
- Keep the Faith (1992.)
- These Days (1995.)
- Crush (2000.)
- Bounce (2002.)
- Have a Nice Day (2005.)
- Lost Highway (2007.)
- The Circle (2009.)
- What About Now (2013.)
- This House Is Not for Sale (2016.)
- Bon Jovi: 2020 (2020.)
- Forever (2024.)

## Turneje
- Bon Jovi tour
- Slippery When Wet tour
- Jersey Sindicate tour
- Keep The Faith tour
- These Days tour
- Crush tour
- One Wild Night tour
- Bounce tour
- Have A Nice Day tour

## Nagrade

### Jon Bon Jovi
- 1990.: Zlatni globus: Najbolja pjesma, "Blaze of Glory" (sa soundtracka iz Young Guns II)
- 1991.: American Music Award: Najdraži Pop/Rock Singl, "Blaze of Glory"
- 1997.: MTV Europe Music Awards: Najbolji pjevač
- 1998.: Brit Awards: Najbolji međunarodni pjevač
- 2001.: Humanitarac godine - dodijelila The Food Bank of Monmouth & Ocean Counties zbog dobrotvornog rada u korist građana New Jerseyja
- 2001.: Počasni doktorat u području humanistike - dodijelio Monmouth University u New Jerseyju, zbog uspjeha u pjevanju i humanitarnog rada
- 2006.: HELP USA odala je počast Jonu za njegov filantropski rad s Habitat for Humanity

### Bon Jovi - sastav
- 1987.: MTV Video Music Awards: Najbolja izvedba na pozornici.
- 1988.: American Music Award: Omiljeni Pop/Rock Bend, duet ili grupa
- 1991.: MTV Michael Jackson Video počasna nagrada
- 1995.: World Music Awards: Najbolje prodavani rock sastav godine.
- 1995.: MTV Europe Music Awards: Najbolji rock
- 1996.: Brit Awards: Najbolji međunarodni sastav
- 2001.: My VH1 Music Awards: spot godine "Its My Life"
- 2002.: My VH1 Music Awards: najbolji nastup uživo
- 2004.: American Music Award Of Merit
- 2005.: Dijamantna nagrada na World Music Awards za prodaju 100 milijuna albuma.
- 2007.: People Choise Award za najbolju rock pjesmu "Who Says You Cant Go Home"
- 2007.: Grammy Award za najbolju country suradnja za pjesmu "Who Says You Cant Go Home"

## Vanjske poveznice
- www.bonjovi.com